# SO-DO
SO-DO（そうどう）は、バンダイキャンディ事業部が発売している食玩シリーズである。ここでは派生シリーズであるSO-DO CHRONICLEについても記載する。

## 概要
複数のパーツを組み合わせて一つのライダーを組み立てる方式を採用している。SO-DOは現行作品を、SO-DO CHRONICLEは平成のレジェンドライダーを扱う。表記は仮面ライダーエグゼイド、仮面ライダージオウ、仮面ライダーゼロワン、仮面ライダーセイバー、仮面ライダーリバイス、仮面ライダーギーツ、仮面ライダーガッチャード、仮面ライダーガヴ、仮面ライダーゼッツが装動、仮面ライダービルドが創動となっている。SO-DO CHRONICLEも仮面ライダーWが双動、仮面ライダーオーズが層動、仮面ライダー電王が装動、仮面ライダークウガ、仮面ライダー鎧武、仮面ライダー龍騎、仮面ライダーカブト、仮面ライダーファイズ、仮面ライダーフォーゼ、仮面ライダードライブ、仮面ライダーエグゼイドはSO-DO CHRONICLEと表記される。SO-DOは3歳以上、SO-DO CHRONICLEは15歳以上を対象年齢としている。

## 装動

### 仮面ライダーエグゼイド
- STAGE1 - 仮面ライダーエグゼイド アクションゲーマーレベル1、仮面ライダーエグゼイド アクションゲーマーレベル2[クロスアーマーセット]、仮面ライダーエグゼイド アクションゲーマーレベル2[アクションボディセット]、仮面ライダーブレイブ クエストゲーマーレベル2[クロスアーマーセット]、仮面ライダーブレイブ クエストゲーマーレベル2[アクションボディセット]（2016年11月22日）
- STAGE2 - 仮面ライダースナイプ シューディングゲーマーレベル2[クロスアーマーセット]、仮面ライダースナイプ シューティングゲーマレベル2[アクションボディセット]、仮面ライダーレーザー バイクゲーマーレベル1、仮面ライダーレーザー バイクゲーマーレベル2、仮面ライダーゲンム アクションゲーマーレベル2[クロスアーマーセット]、仮面ライダーゲンム アクションゲーマーレベル2[アクションボディセット]（2016年12月13日）
- STAGE3 - ロボットゲーマ、ビートゲーマ、コンバットゲーマ、チャンバラゲーマ、スポーツゲーマ、仮面ライダーエグゼイド[アクションボディセット]、仮面ライダーブレイブ[アクションボディセット]（2017年1月24日）
- STAGE4 - ハンターゲーマA、ハンターゲーマB、仮面ライダーエグゼイド ゴーストゲーマーレベル1&レベル2[クロスアーマーセット]、仮面ライダーエグゼイド ゴーストゲーマーレベル2[アクションボディセット]、バグスターウイルス、仮面ライダーレーザー バイクゲーマーレベル2（2017年2月28日）
- STAGE5 - 仮面ライダーエグゼイド ダブルアクションゲーマーレベルX、仮面ライダーエグゼイド ダブルアクションゲーマーレベルXX[クロスアーマーセット]、仮面ライダーエグゼイド ダブルアクションゲーマーXX R[アクションボディセット]、仮面ライダーエグゼイド ダブルアクションゲーマーXX L[アクションボディセット]、仮面ライダーゲンム ゾンビゲーマーレベルX[クロスアーマーセット]、仮面ライダーゲンム ゾンビゲーマーレベルX[アクションボディセット]、スポーツゲーマ[エグゼイドVer.] （2017年3月28日）
- STAGE6 - 仮面ライダーパラドクス[クロスアーマーセット]、仮面ライダーパラドクス[アクションボディセット]、ファンタジーゲーマ、仮面ライダーブレイブ[アクションボディセット]、バーガーゲーマ、仮面ライダーエグゼイド ドライブゲーマー[クロスアーマーセット]、仮面ライダーエグゼイド ドライブゲーマー[アクションボディセット]（2017年4月25日）
- STAGE7 - 仮面ライダーエグゼイド マキシマムゲーマーレベル99[クロスアーマーセット]、仮面ライダーエグゼイド マキシマムゲーマーレベル99[アクションボディセット]、仮面ライダーパラドクス パーフェクトノックアウトゲーマーレベル99[クロスアーマーセット]、仮面ライダーパラドクス パーフェクトノックアウトゲーマーレベル99[アクションボディセット]、シミュレーションゲーマ、仮面ライダースナイプ[アクションボディセット]、仮面ライダーエグゼイド アクションゲーマーレベル1(2017年5月30日）
- STAGE8 - 仮面ライダークロノス クロニクルゲーマー[クロスアーマーセット]、仮面ライダークロノス クロニクルゲーマー[アクションボディセット]、ライドプレイヤー、仮面ライダーゲンム ウィザードゲーマー[クロスアーマーセット]、仮面ライダーゲンム[アクションボディセット]、仮面ライダーエグゼイド ガイムゲーマー[クロスアーマーセット]、仮面ライダーエグゼイド ガイムゲーマー[アクションボディセット]（2017年6月27日）
- STAGE9 - 仮面ライダーエグゼイド ムテキゲーマー[クロスアーマーセット]、仮面ライダーエグゼイド ムテキゲーマー[アクションボディセット]、仮面ライダーブレイブ レガシーゲーマー[クロスアーマーセット]、仮面ライダーブレイブ レガシーゲーマー[アクションボディセット]、仮面ライダーポッピー ときめきクライシスゲーマー[クロスアーマーセット]、仮面ライダーポッピー ときめきクライシスゲーマー[アクションボディセット]、仮面ライダーゲンム ゾンビアクションゲーマーレベルX-0&アクションゲーマーレベル0[クロスアーマーセット]、仮面ライダーゲンム ゾンビアクションゲーマーレベルX-0[アクションボディセット]、仮面ライダーゲンム ゾンビアクションゲーマーレベル0[アクションボディセット]（2017年7月25日）
- STAGE10 - 仮面ライダーエグゼイド クリエイターゲーマー[クロスアーマーセット]、仮面ライダーエグゼイド クリエイターゲーマー[アクションボディセット]、仮面ライダー風魔 ニンジャゲーマー[クロスアーマーセット]、仮面ライダーレーザーターボ[クロスアーマーセット]、仮面ライダーレーザーターボ[アクションボディセット]、プロトコンバットゲーマ、プロトスポーツゲーマ（2017年8月21日）

### 仮面ライダージオウ
- RIDE1 - 仮面ライダージオウ[クロスアーマーセット]、仮面ライダージオウ[アクションボディセット]、仮面ライダーゲイツ[クロスアーマーセット]、仮面ライダーゲイツ[アクションボディセット]、アーマーチェンジ用 仮面ライダージオウ[アクションボディセット]、アーマーチェンジ用 仮面ライダーゲイツ[アクションボディセット]、ビルドアーマー[ジオウ＆ゲイツ用]（2018年10月1日）
- RIDE2 - エグゼイドアーマー[ジオウ&ゲイツ用]、ゴーストアーマー[ジオウ&ゲイツ用]、ファイズアーマー[ゲイツ用]、ドライブアーマー[ゲイツ用]、アーマーチェンジ用 仮面ライダージオウ[アクションボディセット]、アーマーチェンジ用　仮面ライダーゲイツ[アクションボディセット]（2018年10月29日）
- RIDE3 - フォーゼアーマーAセット[ジオウ用]、フォーゼアーマーBセット[ジオウ用]、仮面ライダージオウ[アクションボディセット]、龍騎アーマーセット[ジオウ用]、電王アーマーセット[ジオウ用]、アーマーチェンジ用 仮面ライダージオウ[アクションボディセット]、ゲンムアーマーセット[ゲイツ用]、アーマーチェンジ用 仮面ライダーゲイツ[アクションボディセット]（2018年12月3日）
- RIDE4 - オーズアーマーAセット[ジオウ（ノーマル）用]、オーズアーマーBセット[ジオウ（ノーマル）用]、仮面ライダージオウ（ノーマル）[アクションボディセット]、クウガアーマーセット[ジオウ（アーマーチェンジ）用]、カブトアーマーセット[ジオウ（アーマーチェンジ）用]、ブレイドアーマーセット[ジオウ（アーマーチェンジ）用]、キバアーマーセット[ジオウ（アーマーチェンジ）用]、アーマーチェンジ用 仮面ライダージオウ[アクションボディセット]（2018年12月17日）
- EX ジオウメカニクス - タイムマジーンAセット、タイムマジーンBセット、タイムマジーンCセット、ライドストライカー（2019年1月14日）
- RIDE5 - 仮面ライダージオウ ディケイドアーマー[クロスアーマーセット]、仮面ライダージオウ ディケイドアーマー[アクションボディセット]、鎧武アーマーAセット[ジオウ（ノーマル）用]、鎧武アーマーBセット[ジオウ（ノーマル）用]、仮面ライダージオウ（ノーマル）[アクションボディセット]、ウィザードアーマーセット[ゲイツ（ノーマル）用]、仮面ライダーゲイツ（ノーマル）[アクションボディセット]、アーマーチェンジ用 仮面ライダーゲイツ[アクションボディ（カラーチェンジVer.）]（2019年1月28日）
- RIDE6 Feat.創動 仮面ライダービルド - 仮面ライダーウォズ[クロスアーマーセット]、フューチャーリングクイズアーマーセット[仮面ライダーウォズ用]、仮面ライダーウォズ[アクションボディセット]、ダブルアーマーセット[ジオウ（ノーマル）用]、アギトアーマーセット[ジオウ（アーマーチェンジ）用]、響鬼アーマーセット[ジオウ（アーマーチェンジ）用]、仮面ライダービルド ラビットドラゴンフォーム[A-SIDE]、仮面ライダービルド ラビットドラゴンフォーム[B-SIDE]（2019年2月25日）
- RIDE7 - 仮面ライダージオウII[クロスアーマーセット]、仮面ライダージオウII[アクションボディセット]、フューチャーリングシノビアーマーセット[仮面ライダーウォズ用]、フューチャーリングキカイアーマーセット[仮面ライダーウォズ用]、仮面ライダーウォズ[アクションボディセット]、仮面ライダーオーマジオウ[クロスアーマーセット]、仮面ライダーオーマジオウ[アクションボディセット]（2019年3月25日）
- RIDE8 Feat.創動 仮面ライダービルド - 仮面ライダーゲイツリバイブ剛烈[クロスアーマーセット]、仮面ライダーゲイツリバイブ疾風[クロスアーマーセット]、仮面ライダーゲイツリバイブ[アクションボディセット]、仮面ライダージオウ ディケイドアーマービルドフォーム[クロスアーマーセット]、仮面ライダージオウ ディケイドアーマービルドフォーム[アクションボディセット]、仮面ライダークローズエボル[A-SIDE]、仮面ライダークローズエボル[B-SIDE]（2019年4月29日）
- RIDE9 Feat.創動 仮面ライダービルド - 仮面ライダージオウトリニティ[クロスアーマーセット]、仮面ライダージオウトリニティ[アクションボディセット]、仮面ライダージオウ ディケイドアーマーエグゼイドフォーム[クロスアーマーセット]、仮面ライダージオウ ディケイドアーマーエグゼイドフォームR[アクションボディセット]、仮面ライダージオウ ディケイドアーマーエグゼイドフォームL[アクションボディセット]、仮面ライダーキルバス[クロスアーマーセット]、仮面ライダーキルバス[アクションボディセット]（2019年5月20日）
- RIDE PLUS - 仮面ライダーディケイド、オプションパーツセット、仮面ライダーシノビ、仮面ライダークイズ、仮面ライダーキカイ（2019年6月17日）
- RIDE10 - 仮面ライダーグランドジオウ[クロスアーマーセット]、仮面ライダーグランドジオウ[アクションボディセット]、仮面ライダーウォズギンガファイナリー[クロスアーマーセット]、仮面ライダーウォズギンガファイナリー[アクションボディセット]、仮面ライダージオウ ディケイドアーマー オーズフォーム/ゴーストフォーム[クロスアーマーセット]、仮面ライダージオウ ディケイドアーマー オーズフォーム[アクションボディセット]、仮面ライダージオウ ディケイドアーマー ゴーストフォーム[アクションボディセット]（2019年7月8日）
- 装動外伝 ANOTHER1 - アナザービルド、アナザーエグゼイド、アナザーファイズ、アナザー鎧武（2019年7月29日）
- RIDE PLUS2 - 仮面ライダーギンガ、カッシーン、仮面ライダーハッタリ、仮面ライダーディエンド、オプションパーツセット（2019年8月12日）
- RIDE11 - アナザージオウ[クロスアーマーセット]、アナザージオウ[アクションボディセット]、仮面ライダージオウ(ミラーワールドバージョン)[クロスアーマーセット]、仮面ライダージオウ(ミラーワールドバージョン)[アクションボディセット]、仮面ライダージオウ ディケイドアーマー龍騎フォーム/ファイズフォーム[クロスアーマーセット]、仮面ライダージオウ ディケイドアーマー龍騎フォーム[アクションボディセット]、仮面ライダージオウ ディケイドアーマーファイズフォーム[アクションボディセット]（2019年8月19日）
- EX ジオウメカニクス タイムマジーンセット - （2019年8月プレミアムバンダイ限定販売）
- 装動外伝 ANOTHER2 - アナザーフォーゼ、アナザーオーズ、アナザー電王、アナザーダブル（2019年10月28日）

### 仮面ライダーゼロワン
- AI 01 - ゼロワン ボディ、ゼロワン ライジングホッパー アーマー、ゼロワン フライングファルコン アーマー、ゼロワン バイティングシャーク アーマー、バルカン ボディ、バルカン シューティングウルフ アーマー（2019年10月28日）
- AI 02 Feat.創動 仮面ライダービルド - ゼロワン ボディ、ゼロワン フレイミングタイガー アーマー、ゼロワン フリージングベアー アーマー、バルカン ボディ、バルカン パンチングコング アーマー、バルキリー ボディ、バルキリー ラッシングチーター アーマー、グリスパーフェクトキングダム ボディ、グリスパーフェクトキングダム アーマー（2019年11月25日）
- AI 03 - ゼロワン シャイニングホッパー ボディ、ゼロワン シャイニングホッパー アーマー、バルキリー ボディ、バルキリー ライトニングホーネット アーマー、滅 スティングスコーピオン ボディ、滅 スティングスコーピオン アーマー、迅 フライングファルコン ボディ、迅 フライングファルコン アーマー（2019年12月16日）
- AI 04 Feat.創動 仮面ライダービルド - ゼロワン シャイニングアサルトホッパー ボディ、ゼロワン シャイニングアサルトホッパー アーマー、バルカン アサルトウルフ ボディ、バルカン アサルトウルフ アーマー、メタルビルド/ファントムビルド ボディ、メタルビルド アーマー、ファントムビルド アーマー（2020年1月27日）
- AI 05 & 装動 仮面ライダージオウ - サウザー ボディ、サウザー アーマー、ジオウ オーマフォーム ボディ、ジオウ オーマフォーム アーマー、ゲイツマジェスティ ボディ、ゲイツマジェスティ アーマー、カッシーン、スペシャルオプションセット（2020年2月24日）
- AI 5.5 - ゼロワン ブレイキングマンモス Aパーツ、ゼロワン ブレイキングマンモス Bパーツ、ゼロワン ブレイキングマンモス Cパーツ、ライズホッパー（2020年3月30日）
- AI 06 Feat.装動 仮面ライダージオウ - ゼロワン メタルクラスタホッパー ボディ、ゼロワン メタルクラスタホッパー アーマー、001 ボディ、001 アーマー、トリロバイトマギア、ゾンジス、オプションパーツセット（2020年5月4日）
- AI 07 - ランペイジバルカン ボディ、ランペイジバルカン アーマー、迅 バーニングファルコン ボディ、迅 バーニングファルコン アーマー、1型 ボディ、1型 アーマー（2020年6月8日）
- AI 08 & 装動 仮面ライダージオウ - 雷 ボディ、雷 アーマー、ヒューマギア、バールクス ボディ、バールクス アーマー、バールクス クリアブルーver. ボディ、バールクス クリアブルーver. アーマー、ザモナス ボディ、ザモナス アーマー（2020年7月6日）
- AI 09 Feat.装動 仮面ライダージオウ - ゼロツー ボディ、ゼロツー アーマー、アークゼロ ボディ、アークゼロ アーマー、ベローサマギア ボディ、ベローサマギア アーマー、旧世代型ヒューマギア、ドードーマギア・ヒナ、ツクヨミ ボディ、ツクヨミ アーマー（2020年8月3日）
- AI 10 Feat. 装動 仮面ライダージオウ - アークワン ボディ、アークワン アーマー、ドードーマギア、ドードーマギア改 ボディ、ドードーマギア改 アーマー、アナザーゼロワン ボディ、アナザーゼロワン アーマー、オプションパーツセット、アナザーディケイド ボディ、アナザーディケイド アーマー（2020年8月24日）

### 仮面ライダーセイバー
- Book 1 Feat.装動 仮面ライダーゼロワン - セイバー ブレイブドラゴン Aセット、セイバー ブレイブドラゴン Bセット、ブレイズ ライオン戦記 Aセット、ブレイズ ライオン戦記 Bセット、ゼロワン ヘルライジングホッパー ボディ、ゼロワン ヘルライジングホッパー アーマー、エデン ボディ、エデン アーマー、ファイティングジャッカルレイダー ボディ、ファイティングジャッカルレイダー アーマー（2020年9月21日）
- Book 2 & 装動 仮面ライダーゼロワン - セイバー ドラゴンジャッ君 Aセット、セイバー ドラゴンジャッ君 Bセット、エスパーダ ランプドアランジーナ Aセット、エスパーダ ランプドアランジーナ Bセット、カリバー ジャアクドラゴン ボディ、カリバー ジャアクドラゴン アーマー、亡 ボディ、亡 アーマー、バトルレイダー ボディ、バトルレイダー アーマー、バトルマギア ボディ、バトルマギア アーマー（2020年11月30日）
- Book3 Feat. 装動 仮面ライダーゼロワン - セイバー ドラゴンぶた3 Aセット、セイバー ドラゴンぶた3 Bセット、ブレイズ ファンタスティックライオン Aセット、ブレイズ ファンタスティックライオン Bセット、エスパーダ ゴールデンアランジーナ Aセット、エスパーダ ゴールデンアランジーナ Bセット、バスター 玄武神話 ボディ、バスター 玄武神話 アーマー、オルトロスバルカン ボディ、オルトロスバルカン アーマー、アバドン ボディ、アバドン アーマー（2020年12月28日）
- Book4 - セイバー ドラゴニックナイト ボディ、セイバー ドラゴニックナイト アーマー、セイバー クリムゾンドラゴン Aセット、セイバー クリムゾンドラゴン Bセット、ブレイズ キングライオン大戦記 ボディ、ブレイズ キングライオン大戦記 アーマー、カリバー ジャオウドラゴン ボディ、カリバー ジャオウドラゴン アーマー、剣斬 猿飛忍者伝 ボディ、剣斬 猿飛忍者伝 アーマー、スラッシュ ヘンゼルナッツとグレーテル ボディ、スラッシュ ヘンゼルナッツとグレーテル アーマー（2021年1月25日）
- Book5 & 装動 仮面ライダーゼロワン & 仮面ライダーディケイド - セイバー ドラゴンブレーメン Aセット、セイバー ドラゴンブレーメン Bセット、ディアゴスピーディー Aセット、ディアゴスピーディー Bセット、シミー ボディ、シミー アーマー、滅 アークスコーピオン ボディ、滅 アークスコーピオン アーマー、アークゼロワン ボディ、アークゼロワン アーマー、ディケイド コンプリートフォーム ボディ、ディケイド コンプリートフォーム アーマー（2021年2月22日）
- Book6 & 装動 仮面ライダーゼロワン & 装動 仮面ライダージオウ VS 仮面ライダーディケイド - 最光シャドー ボディ、最光シャドー アーマー、最光 エックスソードマン ボディ、最光 エックスソードマン アーマー、ルシファー ボディ、ルシファー アーマー、ジオウ ディケイドアーマー セイバーフォーム ボディ、ジオウ ディケイドアーマー セイバーフォーム アーマー、ディケイド コンプリートフォーム21 ボディ、ディケイド コンプリートフォーム21 アーマー、オプションセット For ゼロワン、オプションセット For 平成（2021年4月5日）
- Book7 Feat. 装動 仮面ライダーゼロワン - セイバー エレメンタルプリミティブドラゴン ボディ、セイバー エレメンタルプリミティブドラゴン アーマー、セイバー プリミティブドラゴン ボディ、セイバー プリミティブドラゴン　アーマー、セイバー エモーショナルドラゴン Aセット、セイバー エモーショナルドラゴン Bセット、ファルシオン ボディ、ファルシオン アーマー、滅亡迅雷 ボディ、滅亡迅雷 アーマー、ザイア ボディ、ザイア アーマー（2021年5月3日）
- Book8 - セイバー ドラゴンアーサー Aセット、セイバー ドラゴンアーサー Bセット、キングオブアーサー Aセット、キングオブアーサー Bセット、キングオブアーサー Cセット、キングオブアーサー Dセット、サーベラ ボディ、サーベラ アーマー、最光 エックスソードマン パワフル ボディ、最光 エックスソードマン パワフル アーマー、最光 エックスソードマン ワンダフル ボディ、最光 エックスソードマン ワンダフル アーマー（2021年6月14日）
- Book9 - クロスセイバー Aセット、クロスセイバー Bセット、クリムゾンセイバー Aセット、クリムゾンセイバー Bセット、フィーチャリングセイバー Aセット、フィーチャリングセイバー Bセット、ブレイズ タテガミ氷獣戦記 ボディ、ブレイズ タテガミ氷獣戦記 アーマー、デュランダル ボディ、デュランダル アーマー、オプションセット For セイバー、オプションセット For others（2021年8月2日）
- Book10 - ブレイズ エレメンタルマシマシ、ライドガトライカー Aセット、ライドガトライカー Bセット、ライドガトライカー Cセット、ストリウス ボディ、ストリウス アーマー、ズオス ボディ、ズオス アーマー、レジエル ボディ、レジエル アーマー、デザスト ボディ、デザスト アーマー（2021年8月30日）
- 復活のデザストセット - （2023年10月プレミアムバンダイ限定販売）

### 仮面ライダーリバイス
- by1 & 装動 仮面ライダーセイバー & 装動 仮面ライダーゼロワン - リバイ レックスゲノム Aセット、リバイ レックスゲノム Bセット、バイス レックスゲノム Aセット、バイス レックスゲノム Bセット、オプションパーツセット For リバイ、オプションパーツセット For バイス、セイバー スーパーヒーロー戦記 Aセット、セイバー スーパーヒーロー戦記 Bセット、ストリウス Aセット、ストリウス Bセット、バルカン ローンウルフ Aセット、バルカン ローンウルフ Bセット、バルキリー ジャスティスサーバル Aセット、バルキリー ジャスティスサーバル Bセット（2021年10月4日）
- by2 - リバイ メガロドンゲノム Aセット、リバイ メガロドンゲノム Bセット、バイス メガロドンゲノム Aセット、バイス メガロドンゲノム Bセット、リバイ イーグルゲノム Aセット、リバイ イーグルゲノム Bセット、バイス イーグルゲノム Aセット、バイス イーグルゲノム Bセット、リバイ マンモスゲノム Aセット、リバイ マンモスゲノム Bセット、デモンズ Aセット、デモンズ Bセット、オプションセット For リバイ、オプションセット For バイス（2021年11月29日）
- by3 - バイス マンモスゲノム Aセット、バイス マンモスゲノム Bセット、リバイ ライオンゲノム Aセット、リバイ ライオンゲノム Bセット、バイス ライオンゲノム Aセット、バイス ライオンゲノム Bセット、リバイ プテラゲノム Aセット、リバイ プテラゲノム Bセット、ライブ バットゲノム Aセット、ライブ バットゲノム Bセット、エビル バットゲノム Aセット、エビル バットゲノム Bセット、オプションセットA、オプションセットB（2021年12月20日）
- by4 Feat. 装動 仮面ライダーセイバー - リバイ カマキリゲノム Aセット、リバイ カマキリゲノム Bセット、バイス カマキリゲノム Aセット、バイス カマキリゲノム Bセット、リバイ ジャッカルゲノム Aセット、リバイ ジャッカルゲノム Bセット、ライブ ジャッカルゲノム Aセット、ライブ ジャッカルゲノム Bセット、エビル ジャッカルゲノム Aセット、エビル ジャッカルゲノム Bセット、ギフ・ジュニア Aセット、ギフ・ジュニア Bセット、仮面ライダーソロモン Aセット、仮面ライダーソロモン Bセット（2022年1月31日）
- by5 Feat. 装動 仮面ライダーセイバー - リバイ バリッドレックスゲノム Aセット、リバイ バリッドレックスゲノム Bセット、リバイ コングゲノム Aセット、リバイ コングゲノム Bセット、リバイ ブラキオゲノム Aセット、リバイ ブラキオゲノム Bセット、ジャンヌ Aセット、ジャンヌ Bセット、エスパーダ アラビアーナナイト Aセット、エスパーダ アラビアーナナイト Bセット、ファルシオン アメイジングセイレーンAセット、ファルシオン アメイジングセイレーンBセット、オプションセットA、オプションセットB（2022年2月28日）
- by6 & 装動 仮面ライダーセイバー - リバイ ボルケーノレックスゲノム Aセット、リバイ ボルケーノレックスゲノム Bセット、バイス バリッドレックスゲノム Aセット、バイス バリッドレックスゲノム Bセット、バイス プテラゲノム Aセット、バイス プテラゲノム Bセット、バイス プテラゲノム Cセット、オールマイティセイバー Aセット、オールマイティセイバー Bセット、セイバー アルティメットバハムート Aセット、セイバー アルティメットバハムート Bセット、ロード・オブ・ワイズ Aセット、ロード・オブ・ワイズ Bセット、オプションセット（2022年3月28日）
- by7 - 仮面ライダーリバイス Aセット、仮面ライダーリバイス Bセット、ジャックリバイス Aセット、ジャックリバイス Bセット、ホーリーライブ Aセット、ホーリーライブ Bセット、リバイ ネオバッタゲノム Aセット、リバイ ネオバッタゲノム Bセット、バイス ネオバッタゲノム Aセット、バイス ネオバッタゲノム Bセット、仮面ライダーセンチュリー Aセット、仮面ライダーセンチュリー Bセット、オプションセット A、オプションセット B（2022年5月2日）
- by8 Feat. 装動 仮面ライダーゲンムズ ースマートブレインと1000%のクライシスー - リバイ コンドルゲノム Aセット、リバイ コンドルゲノム Bセット、バイス コンドルゲノム Aセット、バイス コンドルゲノム Bセット、バイス コングゲノム Aセット、バイス コングゲノム Bセット、バイス ブラキオゲノム Aセット、バイス ブラキオゲノム Bセット、ベイル Aセット、ベイル Bセット、ゲンム 無双ゲーマー Aセット、ゲンム 無双ゲーマー Bセット、サウザンドアーク Aセット、サウザンドアーク Bセット（2022年6月27日）
- by9 - エビリティライブ Aセット、エビリティライブ Bセット、アギレラ Aセット、アギレラ Bセット、デストリーム Aセット、デストリーム Bセット、クリムゾンベイル Aセット、クリムゾンベイル Bセット、オーバーデモンズ Aセット、オーバーデモンズ Bセット（2022年8月29日）
- フルゲノミクス&Vシネクストセット - （2023年8月プレミアムバンダイ限定販売）

### 仮面ライダーギーツ
- ID1 & 装動 仮面ライダーリバイス - ギーツ マグナムブーストフォーム A、ギーツ マグナムブーストフォーム B、ギーツ エントリーレイズフォーム A、ギーツ エントリーレイズフォーム B、タイクーン エントリーレイズフォーム A、タイクーン エントリーレイズフォーム B、アルティメットリバイ A、アルティメットリバイ B、アルティメットバイス A、アルティメットバイス B、ジュウガ A、ジュウガ B（2022年10月3日）
- ID2 - ギーツ ブーストマグナムフォームA、ギーツ ブーストマグナムフォームB、タイクーン ニンジャフォームA、タイクーン ニンジャフォームB、タイクーン ニンジャフォーム リボルブオンA、タイクーン ニンジャフォーム リボルブオンB、ナーゴ エントリーレイズフォームA、ナーゴ エントリーレイズフォームB、バッファ ゾンビフォームA、バッファ ゾンビフォームB、バッファ/ギンペン エントリーレイズフォームA、バッファ/ギンペン エントリーレイズフォームB（2022年10月31日）
- ID3 - ギーツ フィーバーマグナムフォーム A、ギーツ フィーバーマグナムフォーム B、ナーゴ ビートフォーム A、ナーゴ ビートフォーム B、ナーゴ ビートフォーム リボルブオン A、ナーゴ ビートフォーム リボルブオン B、パンクジャック モンスターフォーム A、パンクジャック モンスターフォーム B、パンクジャック モンスターフォーム リボルブオン A、パンクジャック モンスターフォーム リボルブオン B、パンクジャック/ダパーン エントリーレイズフォーム A、パンクジャック/ダパーン エントリーレイズフォーム B（2022年11月28日）
- ID4 Feat. 装動 仮面ライダーリバイス - タイクーン フィーバーニンジャフォーム A、タイクーン フィーバーニンジャフォーム B、ナーゴ フィーバービートフォーム A、ナーゴ フィーバービートフォーム B、バッファ フィーバーゾンビフォーム A、バッファ フィーバーゾンビフォーム B、パンクジャック フィーバーモンスターフォーム A、パンクジャック フィーバーモンスターフォーム B、ダークアギレラ A、ダークアギレラ B、デモンズトルーパーA、デモンズトルーパーB、オプションセット（2022年12月26日）
- ID5 Feat. 装動 仮面ライダーリバイス - ギーツ パワードビルダーブーストフォームA、ギーツ パワードビルダーブーストフォームB、シーカーA、シーカーB、ギーツ/タイクーン コマンドフォームA、ギーツ/タイクーン コマンドフォームB、グレアA、グレアB、インビンシブルジャンヌA、インビンシブルジャンヌB、ダイモンA、ダイモンB（2023年3月13日）
- ID6 - グレア2A、グレア2B、ゲイザーA、ゲイザーB、バッファ ジャマトフォーム/ジャマトライダーA、バッファ ジャマトフォーム/ジャマトライダーB、バッファ コマンドフォームA、バッファ コマンドフォームB、レター/ケイロウ/ナッジスパロウ/ロポA、レター/ケイロウ/ナッジスパロウ/ロポB、オプションセットA、オプションセットB（2023年8月14日）
- レーザーブーストセット - （2023年8月プレミアムバンダイ限定販売）
- ギーツIX&タイクーンブジンソード プレミアムエディション - （2023年11月プレミアムバンダイ限定販売）
- ギーツワンネス&Xギーツ プレミアムエディション - （2023年12月プレミアムバンダイ限定販売）
- バッファ ジャマ神&ナーゴ ファンタジー プレミアムエディション - （2024年1月プレミアムバンダイ限定販売）

### 仮面ライダーガッチャード
- →1← & 装動 仮面ライダーギーツ - ガッチャード スチームホッパーA、ガッチャード スチームホッパーB、ガッチャード スチームホッパーワイルドA、ガッチャード スチームホッパーワイルドB、ギーツIX A、ギーツIX B、タイクーンブジンソードA、タイクーンブジンソード B（2023年10月23日）
- →2← & 装動 仮面ライダーギーツ - ガッチャード アッパレスケボーA、ガッチャード アッパレスケボーB、ヴァルバラドA、ヴァルバラドB、ギーツワンネスA、ギーツワンネスB、XギーツA、XギーツB（2023年11月27日）
- →1← プレミアムエディション - （2023年11月プレミアムバンダイ限定販売）
- →3← & 装動 仮面ライダーギーツ - ガッチャード アントレスラーA、ガッチャード アントレスラーB、ゴルドダッシュA、ゴルドダッシュB、リガドΩ/リガドA、リガドΩ/リガドB、バッファ フィーバーゾンビフォーム(ジャマ神)A、バッファ フィーバーゾンビフォーム(ジャマ神)B、ナーゴ ファンタジーフォーム/ナーゴ ファンタジーフォームA、ナーゴ ファンタジーフォーム/ナーゴ ファンタジーフォームB（2023年12月18日）
- →2←プレミアムエディション - （2023年12月プレミアムバンダイ限定販売）
- →4← Feat.仮面ライダーアウトサイダーズ - スーパーガッチャード クロスエックスレックスA、スーパーガッチャード クロスエックスレックスB、スーパーガッチャード クロスユーフォーエックスA、スーパーガッチャード クロスユーフォーエックスB、レジェンドA、レジェンドB、ゼインA、ゼインB（2024年1月22日）
- →3← プレミアムエディション - （2024年1月プレミアムバンダイ限定販売）
- →5←Feat.装動 仮面ライダーギーツ - マジェードA、マジェードB、ヴァルバラドA、ヴァルバラドB、ガッチャード ヴェノムマリナー/バーニングゴリラA、ガッチャード ヴェノムマリナー/バーニングゴリラB、ガッチャード ヒーケスローズ/ドッキリショベルA、ガッチャード ヒーケスローズ/ドッキリショベルB、ハクビ/グルービー/ブッチー/ブラーリ/ターボン エントリーレイズフォームA、ハクビ/グルービー/ブッチー/ブラーリ/ターボン エントリーレイズフォームB（2024年3月25日）
- →4← プレミアムエディション - （2024年3月プレミアムバンダイ限定販売）
- →4← & 仮面ライダーアウトサイダーズ レジェンド&ゼイン プレミアムエディション - （2024年3月プレミアムバンダイ限定販売）
- →5← プレミアムエディション - （2024年5月プレミアムバンダイ限定販売）
- →6←Feat.装動 仮面ライダーギーツ - スターガッチャードA、スターガッチャードB、ファイヤーガッチャード スチームホッパーA、ファイヤーガッチャード スチームホッパーB、ドレッド零式A、ドレッド零式B、ファイヤーガッチャードデイブレイク スチームホッパーA、ファイヤーガッチャードデイブレイク スチームホッパーB、ドゥームズギーツA、ドゥームズギーツB（2024年6月24日）
- →7← - プラチナガッチャードA、プラチナガッチャードB、アイアンガッチャードA、アイアンガッチャードB、ドレッド参式A、ドレッド参式B、ウインド ブラックバハムートA、ウインド ブラックバハムートB、レジェンダリーレジェンドA、レジェンダリーレジェンドB（2024年8月19日）

### 仮面ライダーガヴ
- GV1 Feat.装動 仮面ライダーガッチャード&装動 仮面ライダーギーツ - ガヴ ポッピングミフォームA、ガヴ ポッピングミフォームB、ガヴ ザクザクチップスフォーム&キッキングミアシスト、ガヴ ふわマロフォーム&パンチングミアシスト、ヴァレンA、ヴァレンB、レインボーガッチャードA、レインボーガッチャードB、バッファ プロージョンレイジA、バッファ プロージョンレイジB（2024年9月23日）
- GV2 Feat.装動 仮面ライダーギーツ - ガヴ ケーキングフォームA、ガヴ ケーキングフォームB、ヴラム プリンカスタムA、ヴラム プリンカスタムB、ホイップ兵A、ホイップ兵B、ギーツ フィーバーブーストフォームA、ギーツ フィーバーブーストフォームB、ブーストライカーA、ブーストライカーB（2025年1月13日）
- GV3 - ガヴ ブリザードソルベフォームA、ガヴ ブリザードソルベフォームB、ヴァレン フラッペカスタムA、ヴァレン フラッペカスタムB、ビターガヴ スパーキングミフォームA、ビターガヴ スパーキングミフォームB、ヴラム ゼリーカスタムA、ヴラム ゼリーカスタムB、ガヴ チョコダンフォーム＆オプションAセット、ヴァレン ドーマルフォーム＆オプションパーツBセット（2025年3月31日）
- アクションエージェント - エージェントA(上半身)、エージェントA(下半身)、エージェントB(上半身)、エージェントB(下半身)（2025年6月16日）
- GV4 - ガヴ マスターモードA、ガヴ マスターモードB、ガヴ オーバーモードA、ガヴ オーバーモードB、ヴラム アラモードモードA。、．ヴラム アラモードモードB、ベイク ブレイクッキーフォームA、ベイク ブレイクッキーフォームB、ビターガヴ バキバキスティックフォーム/マーブルブレイクッキーフォームA、ビターガヴ バキバキスティックフォーム/マーブルブレイクッキーフォームB（2025年8月予定）

### 仮面ライダーゼッツ
- AGT1 Feat.装動 仮面ライダーガヴ - ゼッツ フィジカムインパクトA、ゼッツ フィジカムインパクトB、ゼッツ テクノロムストリームA、ゼッツ テクノロムストリームB、ゼッツ フィジカムトランスフォーム、ゼッツ フィジカムウイング、ラインナップG、ラインナップH、ラインナップI、ラインナップJ（2025年9月予定）

## 創動

### 仮面ライダービルド
- BUILD1 - ラビットハーフボディ[A-SIDE]、タンクハーフボディ[B-SIDE]、ゴリラハーフボディ[A-SIDE]、ダイヤモンドハーフボディ[B-SIDE]、ハリネズミハーフボディ[A-SIDE]、掃除機ハーフボディ[B-SIDE]（2017年9月25日）
- BUILD2 - タカハーフボディ[A-SIDE]、ガトリングハーフボディ[B-SIDE]、忍者ハーフボディ[A-SIDE]、コミックハーフボディ[B-SIDE]、パンダハーフボディ[A-SIDE]、ロケットハーフボディ[B-SIDE]、ナイトローグ（2017年10月23日）
- BUILD3 - ライオンハーフボディ[A-SIDE]、消防車ハーフボディ[B-SIDE]、ドラゴンハーフボディ[A-SIDE]、ロックハーフボディ[B-SIDE]、クローズ用ドラゴンハーフボディ[B-SIDE]、ブラッドスターク（2017年11月27日）
- BUILD4 - オクトパスハーフボディ[A-SIDE]、ライトハーフボディ[B-SIDE]、海賊ハーフボディ[A-SIDE]、電車ハーフボディ[B-SIDE]、マシンビルダーA、マシンビルダーB（2017年12月18日）
- BUILD5 - スパークリングボディ（ラビット）[A-SIDE]、スパークリングボディ（タンク）[B-SIDE]、フェニックスハーフボディ[A-SIDE]、ロボットハーフボディ[B-SIDE]、仮面ライダークローズチャージ[クロスアーマーセット]、仮面ライダークローズチャージ[アクションボディセット]、ナイトローグ（2018年1月29日）
- BUILD6 - ハザードボディ（ラビット）[A-SIDE]、ハザードボディ（タンク）[B-SIDE]、ドクターハーフボディ[A-SIDE]、ゲームハーフボディ[B-SIDE]、仮面ライダーグリス[クロスアーマーセット]、仮面ライダーグリス[アクションボディセット]、ブラッドスターク（2018年2月26日）
- BUILD7 - ウルフハーフボディ[A-SIDE]、スマホハーフボディ[B-SIDE]、仮面ライダーローグ[クロスアーマーセット]、仮面ライダーローグ[アクションボディセット]、ヘルブロス・リモコンブロス・エンジンブロス[クロスアーマーセット]、ヘルブロス・リモコンブロス・エンジンブロス[アクションボディセット]（2018年3月26日）
- BUILD8　Feat.装動 仮面ライダーエグゼイド - 仮面ライダービルド ラビットラビットフォーム[A-SIDE]、仮面ライダービルド ラビットラビットフォーム[B-SIDE]、仮面ライダービルド タンクタンクフォーム[A-SIDE]、仮面ライダービルド タンクタンクフォーム[B-SIDE]、仮面ライダーゲンム ゴッドマキシマムゲーマー[クロスアーマーセット]、仮面ライダーゲンム ゴッドマキシマムゲーマー[アクションボディセット]、仮面ライダーレーザーX A、仮面ライダーレーザーX B（2018年4月16日）
- アクションガーディアンズ - スーツタイプガーディアンA、アーマータイプガーディアン[アクションボディセット]、アーマータイプガーディアン[クロスアーマーセット]A、アーマータイプガーディアン[クロスアーマーセット]B、スーツタイプガーディアンB（2018年4月30日）
- BUILD9 Feat.装動 仮面ライダーエグゼイド - 仮面ライダークローズマグマ[クロスアーマーセット]、仮面ライダークローズマグマ[アクションボディセット]、トラハーフボディ[A-SIDE]、ユーフォ―ハーフボディ[B-SIDE]、ローズハーフボディ[A-SIDE]、ヘリコプターハーフボディ[B-SIDE]、仮面ライダーアナザーパラドクス[クロスアーマーセット]、仮面ライダーアナザーパラドクス[アクションボディセット]（2018年5月28日）
- BUILD10 - 仮面ライダーエボル[クロスアーマーセット]、仮面ライダーエボル[アクションボディセット]、クジラハーフボディ[A-SIDE]、ジェットハーフボディ[B-SIDE]、キリンハーフボディ[A-SIDE]、扇風機ハーフボディ[B-SIDE]、ハザードボディ（タカ）[A-SIDE]、ハザードボディ（ガトリング）[B-SIDE]（2018年6月25日）
- BUILD11 - 仮面ライダービルド ジーニアスフォーム[クロスアーマーセット]、仮面ライダービルド ジーニアスフォーム[アクションボディセット]、仮面ライダーエボル ブラックホールフォーム[クロスアーマーセット]、仮面ライダーエボル ブラックホールフォーム[アクションボディセット]、仮面ライダーマッドローグ[クロスアーマーセット]、仮面ライダーマッドローグ[アクションボディセット]、サメハーフボディ[A-SIDE]、バイクハーフボディ[B-SIDE]（2018年7月23日）
- アクションエネミーズ - ハードガーディアンA、ハードガーディアンB、スーツタイプ西都ガーディアン、スーツタイプ北都ガーディアン、ネビュラヘルブロス、カイザ―・カイザーリバース・バイカイザ―[クロスアーマーセット]、カイザ―・カイザ―リバース・バイカイザ―[アクションボディセット]（2018年8月13日）
- BUILD12 - 仮面ライダービルド クローズビルドフォーム[A-SIDE]、仮面ライダービルド クローズビルドフォーム[B-SIDE]、仮面ライダーブラッド[クロスアーマーセット]、仮面ライダーブラッド[アクションボディセット]、仮面ライダーグレートクローズ[A- SIDE]、仮面ライダーグレートクローズ[B-SIDE]、仮面ライダーグリスブリザード[クロスアーマーセット]、仮面ライダーグリスブリザード[アクションボディセット]（2018年8月20日）
- BUILD FINAL - （2018年12月プレミアムバンダイ限定販売）

## SO-DO CHRONICLE

### 仮面ライダークウガ
- 第1弾 - 仮面ライダークウガ [ボディ]、マイティフォーム[アーマー]、ドラゴンフォーム[アーマー]、ペガサスフォーム[アーマー]、タイタンフォーム[アーマー]（2020年5月25日）
- 第2弾 - アルティメットフォーム[ボディ]、アルティメットフォーム[アーマー]、アメイジングマイティ[ボディ]、アメイジングマイティ[アーマー]、グローイングフォーム[ボディ]、グローイングフォーム[アーマー]（2020年8月10日）
- -金色の力- - （2020年10月プレミアムバンダイ限定販売）
- トライチェイサー2000&装甲機ゴウラムセット - （2020年12月プレミアムバンダイ限定販売）
- ン・ダグバ・ゼバ - （2021年1月プレミアムバンダイ限定販売）

### 仮面ライダー龍騎
- 第1弾 - 仮面ライダー龍騎[ボディ]、仮面ライダー龍騎[アーマー]、仮面ライダーナイト[ボディ]、仮面ライダーナイト[アーマー]、仮面ライダーシザース[ボディ]、仮面ライダーシザース[アーマー]、仮面ライダーゾルダ[ボディ]、仮面ライダーゾルダ[アーマー]（2021年8月9日）
- 第2弾 - 仮面ライダーナイトサバイブ[ボディ]、仮面ライダーナイトサバイブ[アーマー]、仮面ライダー王蛇[ボディ]、仮面ライダー王蛇[アーマー]、仮面ライダー龍騎 ブランク体[ボディ]、仮面ライダー龍騎 ブランク体[アーマー]、仮面ライダーガイ[ボディ]、仮面ライダーガイ[アーマー]、仮面ライダーライア[ボディ]、仮面ライダーライア[アーマー]（2021年11月8日）
- 第3弾 - 仮面ライダー龍騎サバイブ[ボディ]、仮面ライダー龍騎サバイブ[アーマー]、仮面ライダーオーディン[ボディ]、仮面ライダーオーディン[アーマー]、仮面ライダータイガ[ボディ]、仮面ライダータイガ[アーマー]、オルタナティブ[ボディ]、オルタナティブ[アーマー]、仮面ライダーインペラー[ボディ]、仮面ライダーインペラー[アーマー]（2022年2月7日）

### 仮面ライダーカブト
- 第1弾 - 仮面ライダーカブト[ボディ]、仮面ライダーカブト[アーマー]、仮面ライダーガタック[ボディ]、仮面ライダーガタック[アーマー]、仮面ライダーザビー[ボディ]、仮面ライダーザビー[アーマー]、仮面ライダードレイク[ボディ]、仮面ライダードレイク[アーマー]、仮面ライダーサソード[ボディ]、仮面ライダーサソード[アーマー]（2022年7月25日）

### 仮面ライダー555
- 第1弾 - 仮面ライダーファイズ[ボディ]、仮面ライダーファイズ[アーマー]、仮面ライダーカイザ[ボディ]、仮面ライダーカイザ[アーマー]、仮面ライダーファイズ アクセルフォーム[ボディ]、仮面ライダーファイズ アクセルフォーム[アーマー]、ファイズ拡張パーツセット、カイザ拡張パーツセット（2022年12月12日）

### 仮面ライダーエグゼイド
- 第1弾 - 仮面ライダーエグゼイド アクションゲーマー レベル2[クロスアーマーセット]、仮面ライダーエグゼイド アクションゲーマー レベル2[アクションボディセット]、仮面ライダーブレイブ クエストゲーマー レベル2[クロスアーマーセット]、仮面ライダーブレイブ クエストゲーマー レベル2[アクションボディセット]、仮面ライダースナイプ シューティングゲーマー レベル2[クロスアーマーセット]、仮面ライダースナイプ シューティングゲーマー レベル2[アクションボディセット]、仮面ライダーレーザー バイクゲーマー レベル2[A]、仮面ライダーレーザー バイクゲーマー レベル2[B]、仮面ライダーゲンム アクションゲーマー レベル2[クロスアーマーセット]、仮面ライダーゲンム アクションゲーマー レベル2[アクションボディセット]（2024年11月25日）

### 双動

#### 仮面ライダーW
- サイクロンボディセット R-SIDE、サイクロンジョーカー用 ジョーカーボディセット L-SIDE、ファングボディセット R-SIDE、ファングジョーカー用 ジョーカーボディセット L-SIDE、ジョーカーボディセット R-SIDE、仮面ライダージョーカー用 ジョーカーボディセット L-SIDE（2019年2月11日）
- Wの衝撃/今、新たな輝きの中で - （2019年4月プレミアムバンダイ限定販売）
- 止まらないA/Sの遺志のもとに - （2019年12月プレミアムバンダイ限定販売）
- 地獄からのE/Gは風と共に - （2020年1月プレミアムバンダイ限定販売）
- RETURNS / Wは永遠に - （2020年6月プレミアムバンダイ限定販売）
- BIRTH UNIT - （2020年8月プレミアムバンダイ限定販売）
- リミテッドカラーver. - （2020年9月プレミアムバンダイ限定販売）
- ハードボイルダーセット - （2020年9月プレミアムバンダイ限定販売）

### 装動

#### 仮面ライダー電王
- 第1弾 - 仮面ライダー電王 [アクションボディセット]、ソードフォーム[クロスアーマーセット]、ロッドフォーム[クロスアーマーセット]、ガンフォーム[クロスアーマーセット]、アックスフォーム[クロスアーマーセット]（2019年7月15日）
- 第2弾 - 仮面ライダー電王 クライマックスフォーム[アクションボディセット]、仮面ライダー電王 クライマックスフォーム[クロスアーマーセット]、仮面ライダー電王 クライマックスフォーム[拡張パーツセット]、仮面ライダー電王 ウイングフォーム[アクションボディセット]、仮面ライダー電王 ウイングフォーム[クロスアーマーセット]、仮面ライダー電王 ライナーフォーム[アクションボディセット]、仮面ライダー電王 ライナーフォーム[クロスアーマーセット]（2019年9月9日）
- ゼロからのスタート - （2020年5月プレミアムバンダイ限定販売）

### 層動

#### 仮面ライダーオーズ
- COMBO CHANGE1 - タカヘッド+オプションパーツセット、クワガタヘッド+カマキリアームセット、バッタレッグセット、ライオンヘッド+トラアームセット、チーターレッグセット、サイヘッド+ゴリラアームセット、ゾウレッグセット（2019年12月2日）
- COMBO CHANGE2 - タカヘッド・クジャクアームセット、コンドルレッグセット、シャチヘッド・ウナギアームセット、タコレッグセット、プテラヘッド・トリケラアームセット、ティラノレッグセット（2020年3月2日）
- MOVIE SPECIAL SET - （2020年6月プレミアムバンダイ限定販売）
- セイシロギン コンボ＆シガゼシ コンボセット - （2021年7月プレミアムバンダイ限定販売）
- ムカチリ コンボ＆ビカソ コンボセット - （2021年7月プレミアムバンダイ限定販売）
- 復活のコアメダルセット01 - （2022年9月プレミアムバンダイ限定販売）
- 復活のコアメダルセット02 - （2022年9月プレミアムバンダイ限定販売）